# Searsia rehmanniana
Searsia rehmanniana är en sumakväxtart som först beskrevs av Adolf Engler, och fick sitt nu gällande namn av Moffett. Searsia rehmanniana ingår i släktet Searsia och familjen sumakväxter. Utöver nominatformen finns också underarten S. r. glabrata.